# Юкном-Чен II
Юкном-Чен II, также известный как Юкном Великий (майя: yu-ku-no-ma CH’E:N?-na; 11 сентября 600 — 680-е) — правитель Канульского царства со столицей в Калакмуле. При его правления усилилось влияние Кануля на другие города и царства. Юкном-Чен II был участником войны между Мутульским и Южным Мутульским царствами.

## Биография
Юкном-Чен II родился 11 сентября 600 года (длинный счёт: 9.8.7.2.17, 8 Kaban 5 Yax). Вероятно его родителями были Укай-Кан и «Свиток-в-руке». Юкном-Чен II воцарился 28 апреля 636 года (9.10.3.5.10, 8 Ok 18 Sip) наследовав своему брату Юкному. Инаугурация Юкном-Чена II упоминается на Алтаре 1 из Ла-Короны. Во время своего правления он воздвиг около 18 памятников. Также, возможно, он был инициатором строительства многих сооружений в Калакмуле.
Во время того, как в Мутуле разразилась гражданская война, Кануль напал на Дос-Пилас, столицу Южного Мутуля, правителем которого был Балах-Чан-Кавиль, которому пришлось бежать в Агуатеку. Однако точная дата нападения неизвестна. Украинский исследователь Виктор Талах датирует её 24 декабря 646 годом, Стивен Хаунстон 20 декабря 643 годом или 19 декабря 647 годом, Стенли Пол Гюнтер 20 декабря 650 годом. Вскоре после нападения Балах-Чан-Кавиль признал власть Кануля. 6 октября 649 года (9.10.16.16.19 3 Kawak 2 Keh) у Юкном-Чена II родился сын Юкном-Йичак-Как. В 657 году Юкном-Чен II напал на Тикаль, столицу Мутуля, обратив Нун-Холь-Чака I в бегство. Затем Нун-Холь-Чак I принял свою зависимость от Кануля, так как он вместе с Балах-Чан-Кавилем присутствовал на церемонии посвящения наследника престола Кануля Юкном-Йичак-Кака.
В 662 году Юкном-Чен II отправился в Ушуль для празднования половины катуна с местным правителем. На Стеле 9, датируемой тем же годом, упоминается Юкном-Йичак-Как, которому приписывался царский титул. Возможно, он правил вместо своего отца, так как последнему было более 60 лет.
8 декабря 672 года Нун-Холь-Чак I захватил Дос-Пилас, вследствие чего Балах-Чан-Кавилю пришлось бежать из города. В 677 году силы Кануля сжигают город Пулууль, в котором тогда находился Нун-Холь-Чак I. 3 мая 679 года состоялась ключевая битва между Дос-Пиласом и Тикалем. Войска Балах-Чан-Кавиля, при поддержке Кануля, вторглись в Тикаль и разгромили армию Нун-Холь-Чака I. В феврале 680 года Саальское царство победило царство Канту, которое являлось союзником Кануля, поэтому между 680 и 682 годами Кануль и его союзники наносят ответный удар, в результате которого правящая династия в Саале оборвалась.
В неизвестную дату Юкном-Чен II присутствовал на инаугурации правителя Эль-Перу Кинич-Балама II. Также Кинич-Балам II являлся мужем дочери Юкном-Чена II Леди Кабель. Юкном-Чен II, вероятно, умер в 686 году, в возрасте около 80 лет. Его преемником стал его сын Юкном-Йичак-Как.

### Семья
Юкном-Чен II, вероятно, был сыном Укай-Кана и «Свитка-в-руке». У Юкном-Чена II было трое братьев, которые являлись его предшественниками: Юкном-Ти-Чан, Тахом-Укаб-Как и Юкном. Его сын, Юкном-Йичак-Как, стал его преемником, его дочь, Леди Кабель, вышла замуж за Кинич-Балама II, правителя Эль-Перу.